# New Zealand Kennel Club
La New Zealand Kennel Club és el principal Kennel Club responsable per al registre de pedigrís de gossos a Nova Zelanda. Ells també proporcionen serveis d'entrenament, judicis a gossos d'exposició i molts més altres serveis referents als concursos d'exposició canina. Té la seu a Prosser Street, Porirua, Wellington.
Aquesta organització va ser introduïda el 1886. i és membre de pel dret de la Fédération Cynologique Internationale.